# National Highway 11
National Highway 11 (NH 11) ist eine Hauptfernstraße im Westen des Staates Indien mit einer Länge von 495 Kilometern, die sich fast vollständig im Bundesstaat Rajasthan befindet. Sie beginnt am NH 15 in Bikaner und führt über Sikar und Jaipur nach Agra im Bundesstaat Uttar Pradesh zum NH 3.